# Ante Gadža
Ante Gadža (* 26. August 1992 in Zagreb) ist ein kroatischer Handballspieler.

## Karriere

### Verein
Ante Gadža spielte in Kroatien in der Jugend des RK Zagreb. Ab 2011 stand der 1,95 m große mittlere Rückraumspieler beim RK Medveščak Zagreb unter Vertrag, mit dem er 2012 in die kroatische Premijer Liga aufstieg. In der Saison 2013/14 erzielte er dort 157 Tore für den MRK Umag. Daraufhin wechselte er zum RK Nexe Našice, mit dem er international mehrfach am EHF-Pokal teilnahm. Zur Saison 2019/20 kehrte er nach Zagreb zurück. Ab 2020 lief er für den nordmazedonischen Verein RK Vardar Skopje auf, mit dem er 2021 und 2022 Meisterschaft und Pokal gewann. Ab Dezember 2022 spielte er in Saudi-Arabien für Al-Noor. Mit Al-Noor nahm er als einer der beiden Gastgeber am IHF Super Globe 2023 teil. Im Januar 2024 kehrte er zum RK Nexe zurück. Seit Oktober 2024 läuft er für den Schweizer Erstligisten Wacker Thun auf.

### Nationalmannschaft
Mit der kroatischen Nationalmannschaft belegte Ante Gadža bei der Europameisterschaft 2022 den 8. Platz, dabei warf er acht Tore in sieben Partien.
Bisher bestritt er mindestens zwölf Länderspiele, in denen er 17 Tore erzielte.